# 勝浦鞆雄

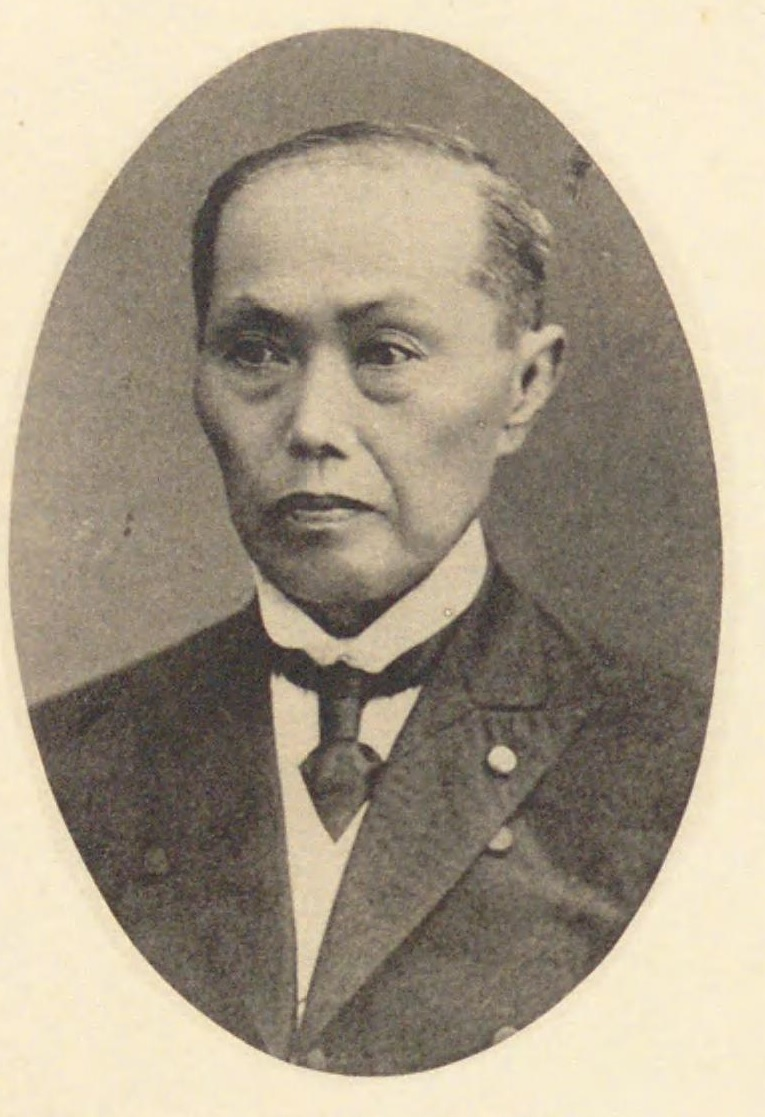
府立一中校長時代の勝浦鞆雄

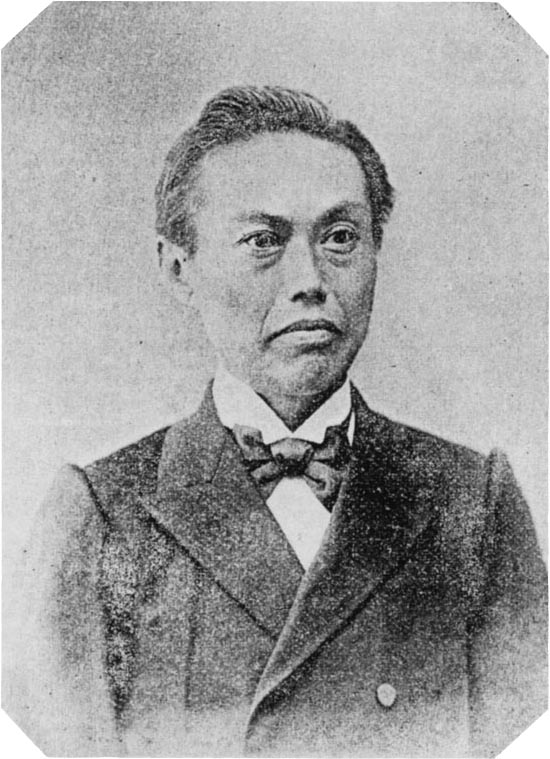
勝浦鞆雄

勝浦 鞆雄（かつうら ともお、1850年3月11日（嘉永3年1月28日） -  1926年（大正15年）12月7日）は、日本の教育者。

## 来歴・人物
大坂（現 大阪）生まれの日向国（現 宮崎県）高鍋藩士族の出。明治維新を経て維新政府に仕え、和歌山県師範学校校長を経て、警察官の左遷人事にあったりしたが、東京府の吏員となり、東京府尋常師範学校（現 東京学芸大学）幹事から1890年（明治23年）から1909年（明治42年）にかけて、東京府尋常中学校（尋中、のち府立一中、現 都立日比谷高校）校長職にあった。
勝浦が東京府尋常中学校校長に就いた時代は、ちょうど旧制中学校制度が整備されつつある時代にあたり、勝浦も1894年（明治27年）の中学校令制度改定に中心的に関わるなど、様々な提言を著してもいた。森有礼に近く、時の東京府知事によって尋中校長に抜擢されたのもそうした言動によるものであった。
また、ヘルバルトと儒教思想に影響を受けた教育勅語が制定された時代にあり、国学を専攻し、そうした思潮や時代精神に強く影響を受けた勝浦は、校訓として「教範三綱領」（のち五綱領に改定され、併せて十五徳の倫理綱領も制定し、生徒に暗誦させた）を制定した。また。体格検査（身体検査）、修学旅行の企画（1891年）、学友会や保護者会も最も早くに導入した。さらに、卒業時期が年に二回あったことの不便さや、会計事務処理上の便宜上の理由もあって、卒業時期を三月、新学期の開始を四月にするなど、全国の模範となった。また、進学指導を活発化させ、1891年（明治24年）9月、第一高等中学校（のちの一高）への連絡（推薦入学枠）を最も早くに獲得した。“末は博士か大臣か”という立身出世の時代の空気（時代精神）にあり、卒業生はできるだけ帝国大学へ送り、なるべく大学教授にするのが理想だった。
1904年（明治37年）、沢柳政太郎文部省普通学務局長から、高宗皇帝が大韓帝国の近代化のために、皇室特派留学生を主に府立一中に委託することが伝わり、同年11月5日、上は30代から下は10代までの44名の特派留学生の入学式が執り行われた。授業は日本人在校生とは別であったが、校庭などでは交友もあった。翌1905年（明治38年）12月5日、勝浦の報知新聞での「朝鮮人に教育は不必要だ」というコメント（報知新聞1904年12月3日付）に反発して、崔麟や趙鏞殷をはじめとする皇室特派留学生の全員が同盟休校（ボイコットないしストライキ）に入り、退学した。のち、伊藤博文韓国統監の委嘱により、朝鮮の教育を視察。純宗皇帝に謁見した。
1909年（明治42年）4月、関東都督府旅順中学校長に赴任。1920年（大正9年）、東京に帰京し、1926年（大正15年）に死去。

## 著作
- 『中等教育私議』
- 『皇国史要 上巻・下巻』（文部省検定済教科書、吉川半七版、1895年）
- 『皇国小史』（吉川半七版、1897年）

## 参考・関連書籍
- 『皇室特派留学生』（武井一、白帝社、2005年12月）
- 『日比谷高校百年史 上巻』（如蘭会編、1979年）
- 『尋中一中日比谷高校八十年の回想』（如蘭会編、1958年）
- 『東京府立第一中学校五十年史』（東京府立第一中学校編、1929年）

| 公職                             | 公職 | 公職          |
| -------------------------------- | --- | ------------- |
| 先代 （新設）                    | 旅順中学校長 1918年 - 1920年 関東都督府中学校長 1909年 - 1918年                                                                           | 次代 小山忠雄 |
| 先代 （新設）                    | 旅順高等女学校長 1910年 - 1914年 | 次代 篠田利英 |
| 先代 丸山淑人 東京府尋常中学校長 | 東京府立第一中学校長 1901年 - 1909年 東京府第一中学校長 1900年 - 1901年 東京府中学校長 1899年 - 1900年 東京府尋常中学校長 1890年 - 1899年 | 次代 川田正澂 |
| 先代 （新設）                    | 和歌山県師範学校長 1875年 - 1876年 | 次代 古田庸   |